# Lexington Challenger 2023
Der Lexington Challenger 2023 war ein Tennisturnier der ITF Women’s World Tennis Tour 2023 für Damen und ein Tennisturnier der ATP Challenger Tour 2023 für Herren in Lexington. Die Turniere fanden zeitgleich vom 31. Juli bis 6. August 2023 statt.